# Florent van Ertborn

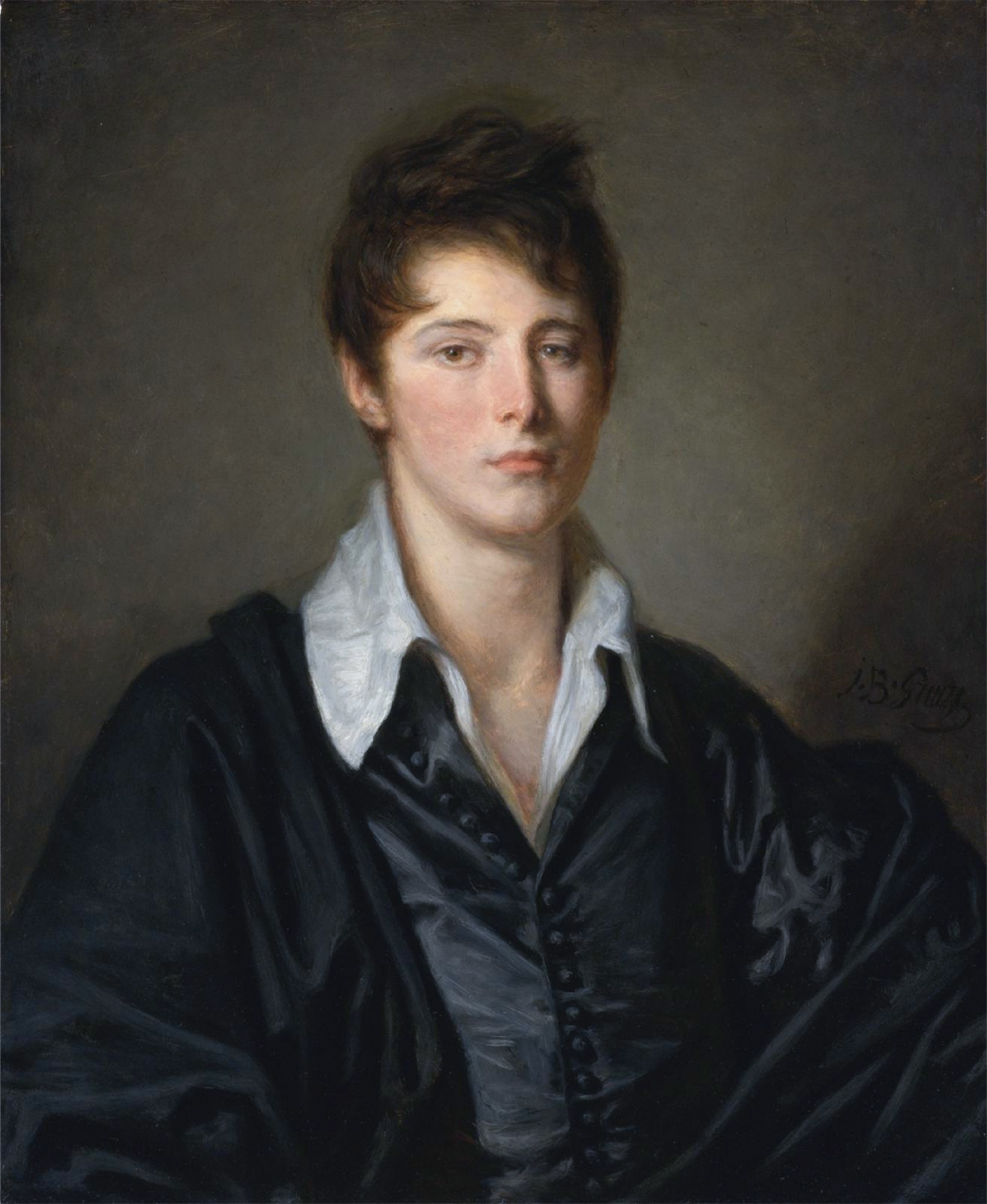
Florentius Josephus van Ertborn in 1804 op 20-jarige leeftijd. (Jean-Baptiste Greuze)

Florent Joseph van Ertborn (Antwerpen, 4 april 1784 - Den Haag, 20 augustus 1840) was burgemeester van Antwerpen tijdens het Verenigd Koninkrijk der Nederlanden, met name van juli 1817 tot november 1828. Daarna was hij van 1828 tot 1831 gouverneur van Utrecht. Hij was een kleinzoon van de Antwerpse zakenman Frans Emmanuel van Ertborn.

## Levensloop en realisatie
Van Ertborn legde de grondslag van het stedelijk onderwijs en kondigde als orangist in 1823 het Nederlands af als enige taal voor het stadsbestuur. Hij liet de haven uitbreiden en werkte een stedelijke schuldenberg van 16 miljoen frank weg (gevolg van grote infrastructuurwerken onder Napoleon).
In 1828 werd hij gouverneur van Utrecht en daardoor miste hij de Belgische Revolutie van 1830. Hoewel hij orangist bleef, werd hij na de eerste 'Belgische' gemeenteraadsverkiezingen van 9 december 1830 opnieuw voorgedragen als burgemeester met 206 van de 316 uitgebrachte stemmen. Hij weigerde de functie maar werd in 1831 wegens vermeende Belgische sympathieën als gouverneur van Utrecht afgezet.

Portret van een (onbekende) man, Jan Gossaert (?), ca. 1520

Van Ertborn bezat een belangrijke kunstverzameling die hij aan zijn geboortestad schonk. Dat legaat is een waardevol bezit van het Museum voor Schone Kunsten. Het waren werken van Jan van Eyck, Hans Memling, Rogier van der Weyden, Jean Fouquet en het schilderij Portret van een onbekende man van Jan Gossaert. Door een oogkwaal was hij op latere leeftijd bijna geheel blind. Na zijn dood werd hij volgens zijn laatste wens in Hoboken begraven

## Galerij
Enkele schilderijen uit de collectie van Florent van Ertborn.

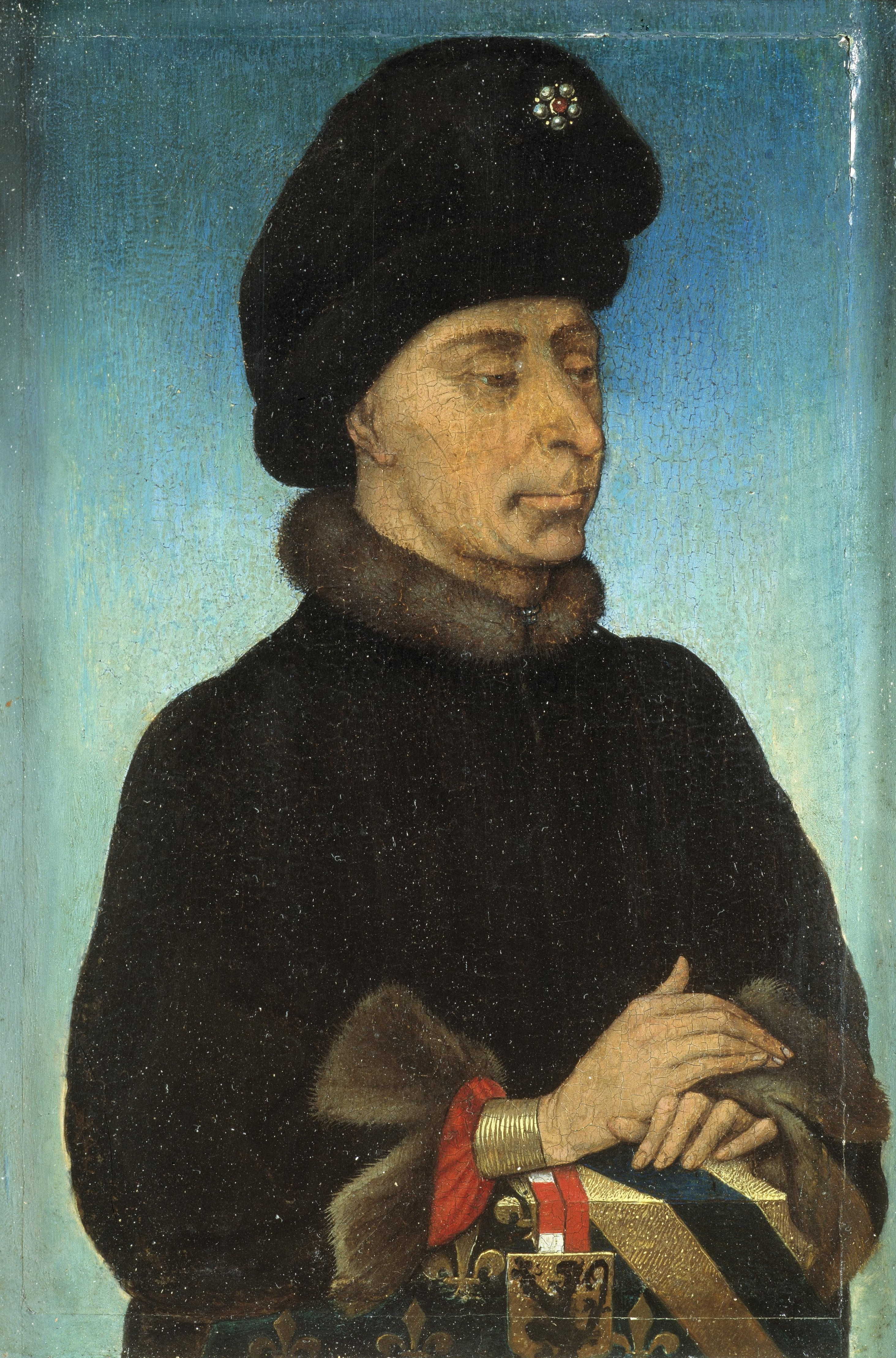
Jan zonder Vrees
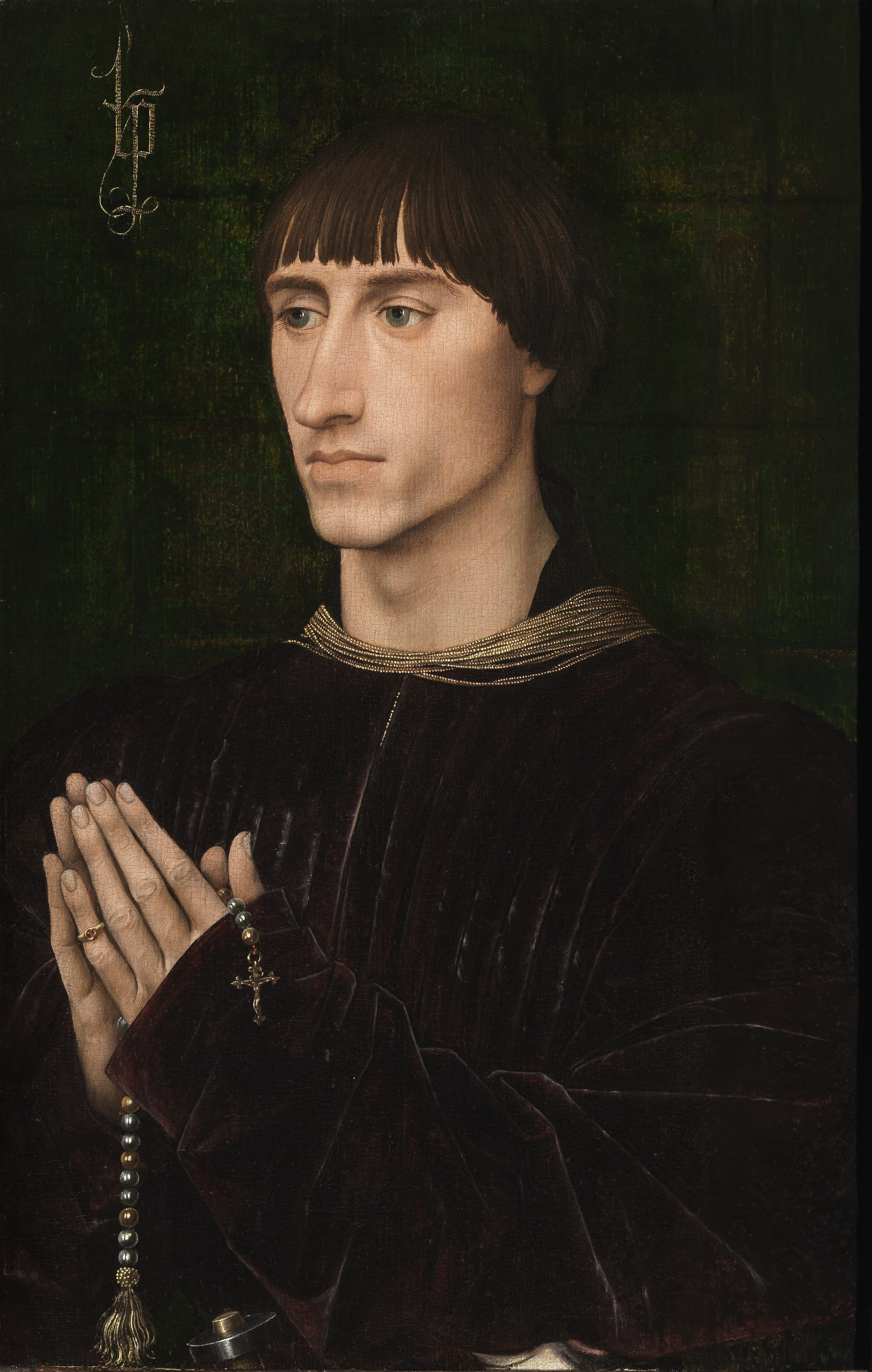
Philippe de Croÿ door Rogier van der Weyden
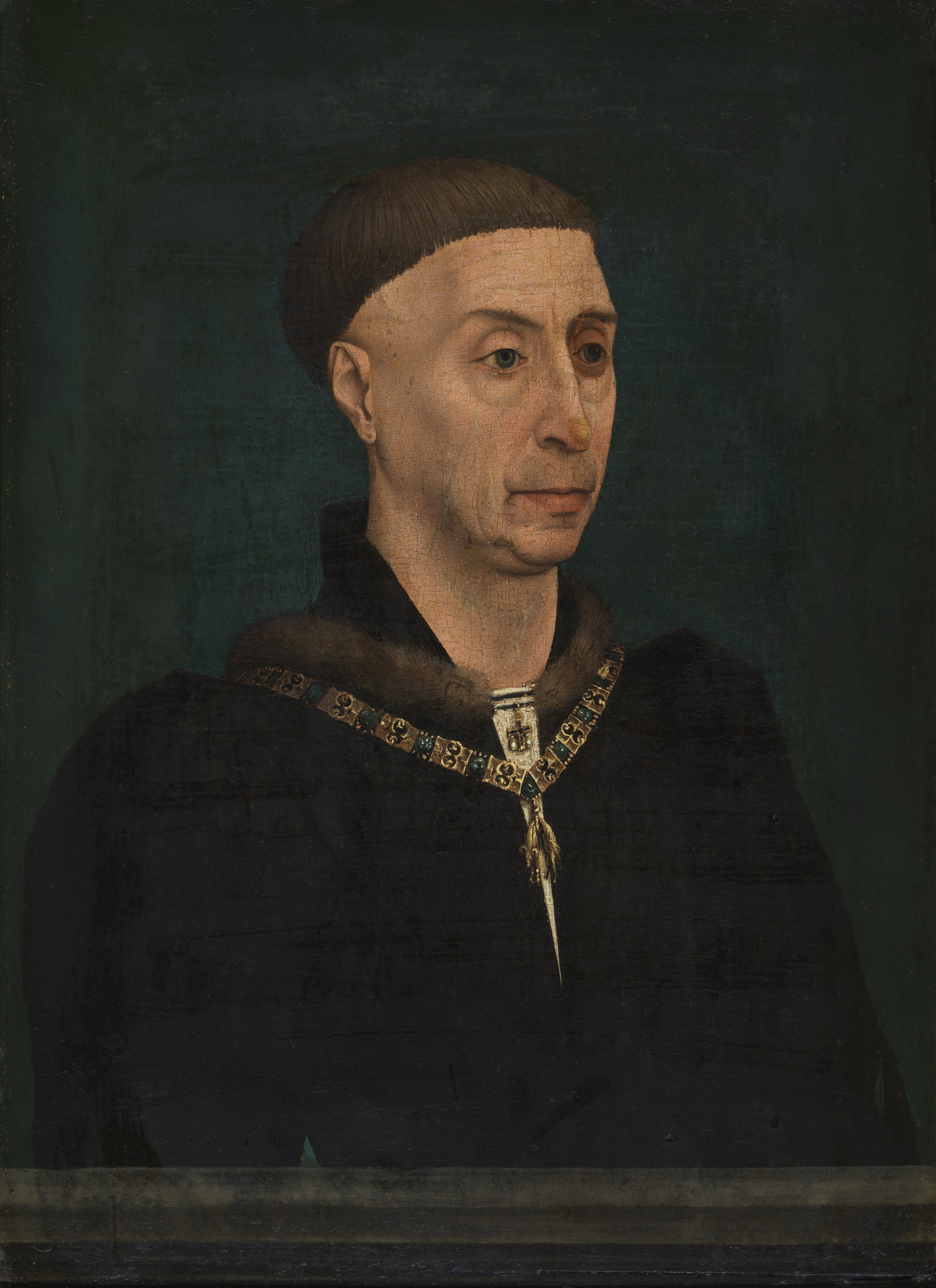
Filips de Goede
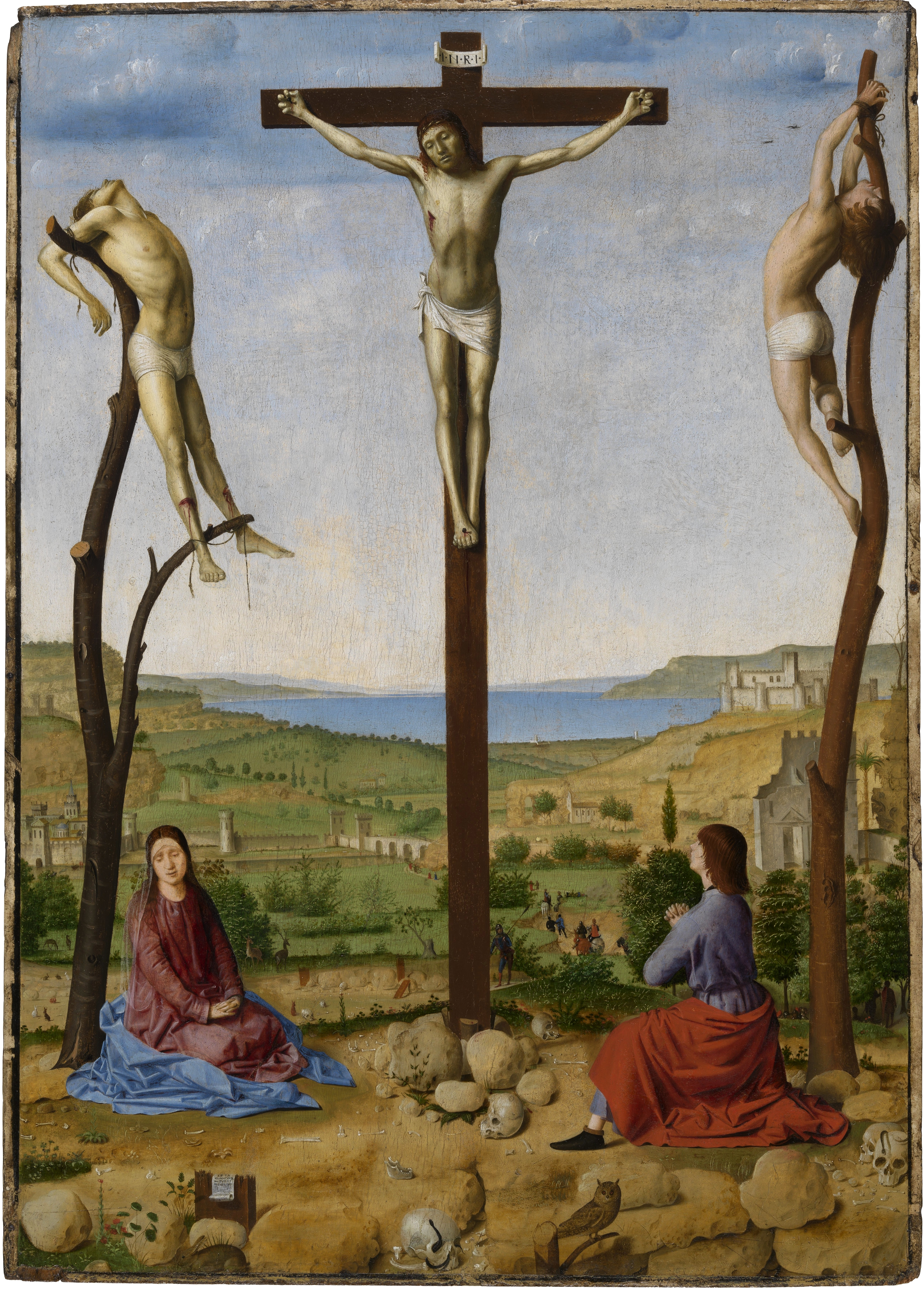
Calvarieberg door Antonello da Messina
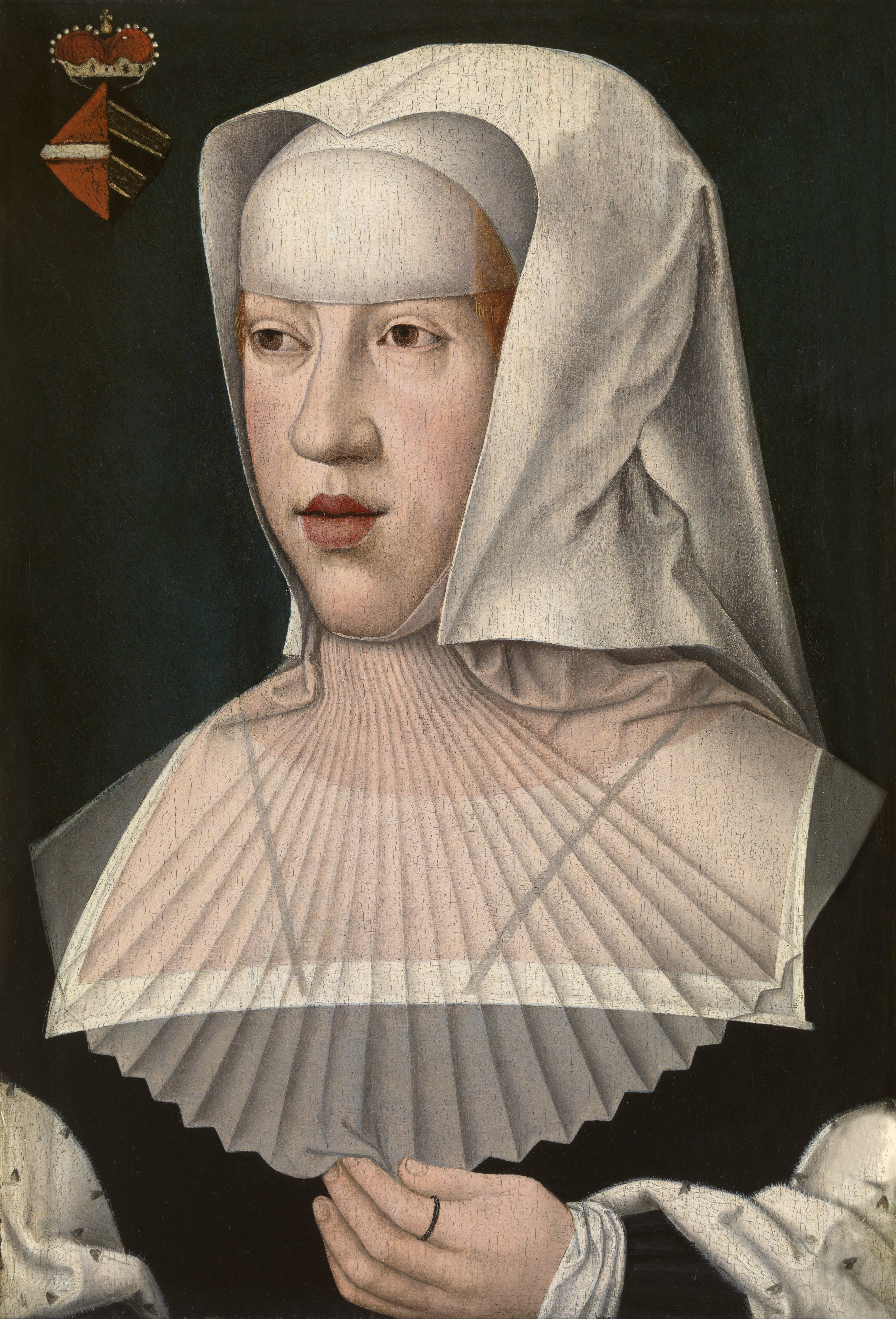
Margareta van Oostenrijk door Van Orley
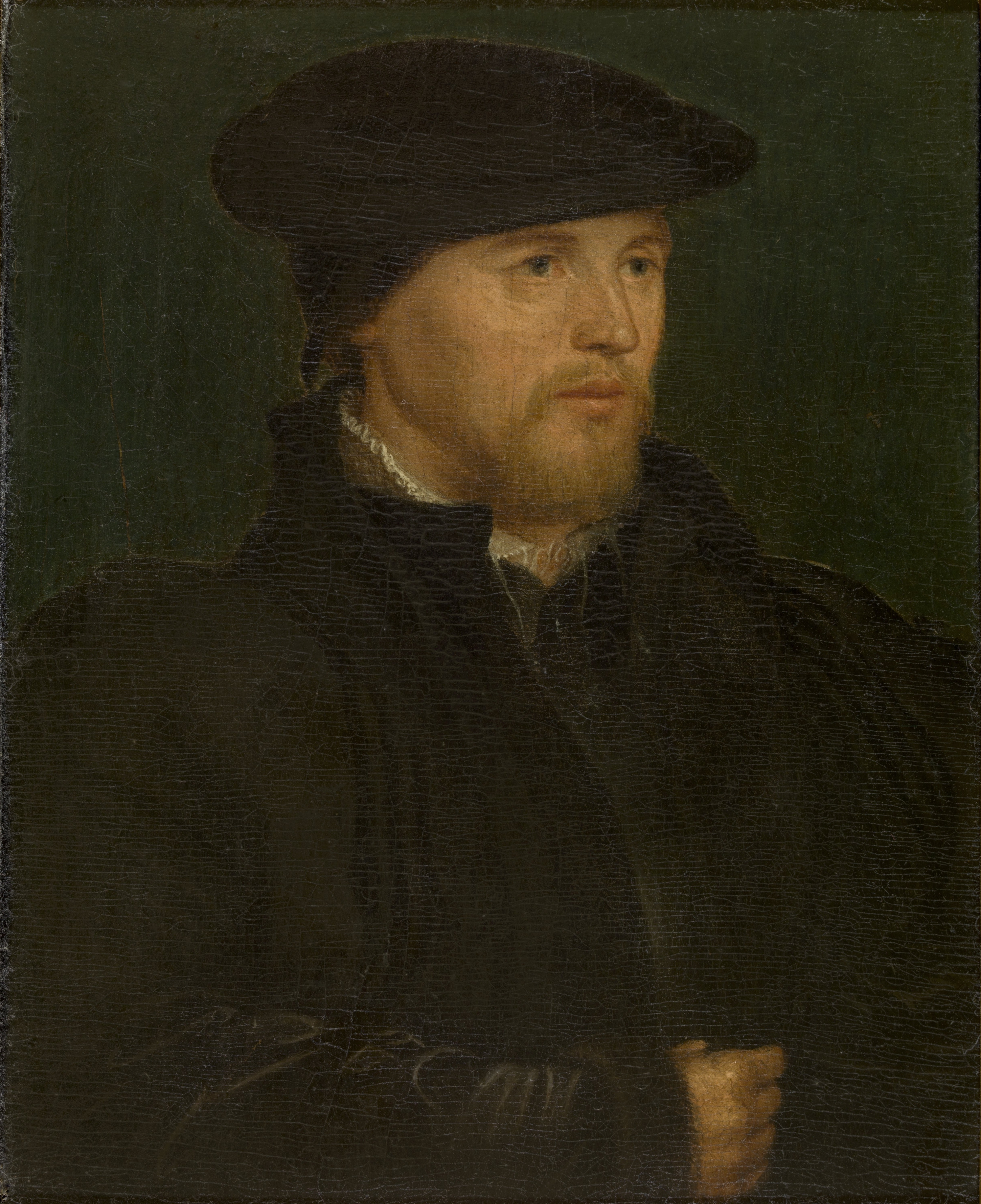
Portret van een man door Hans Holbein
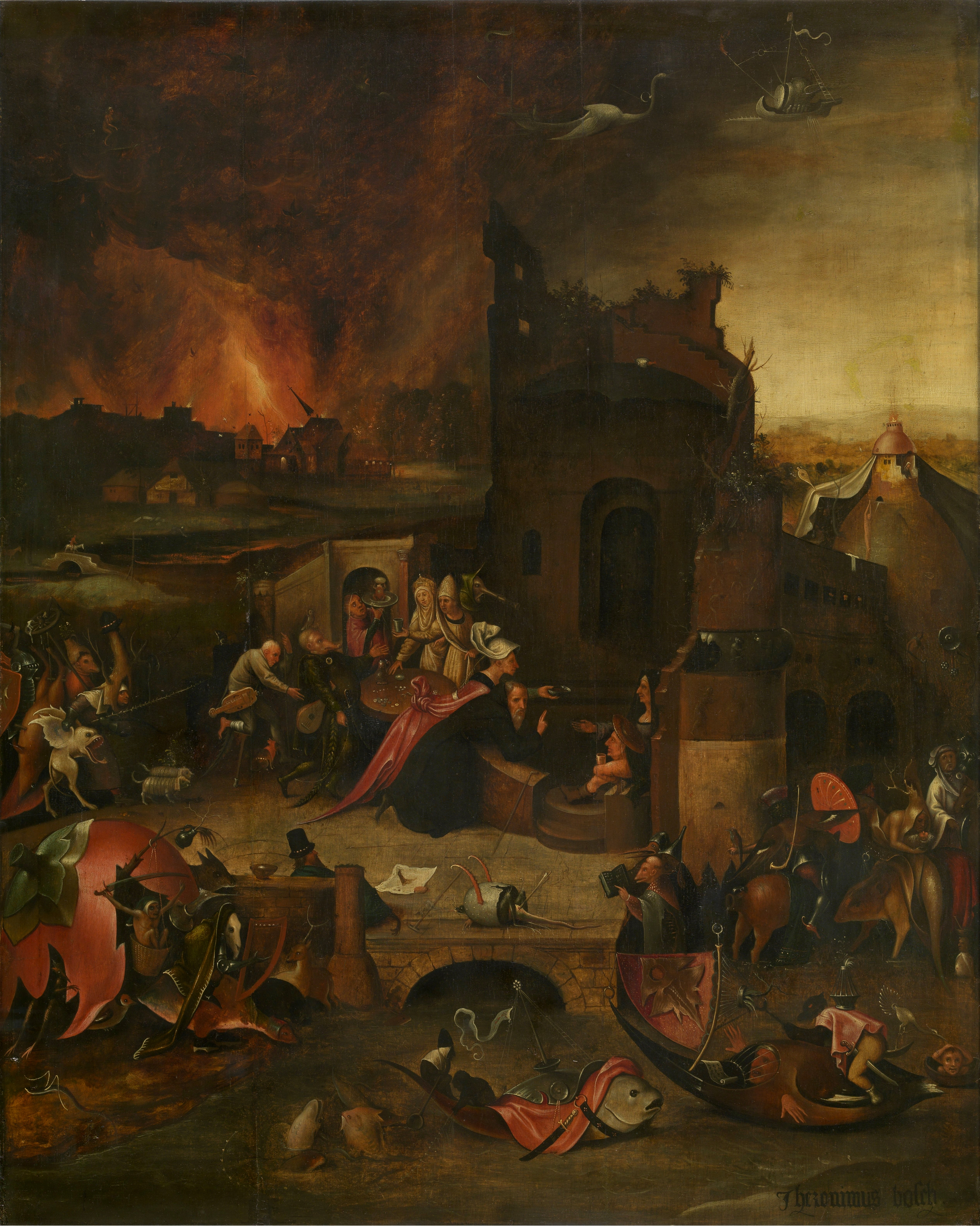
De verzoeking van Sint-Antonius (school van Jeroen Bosch)
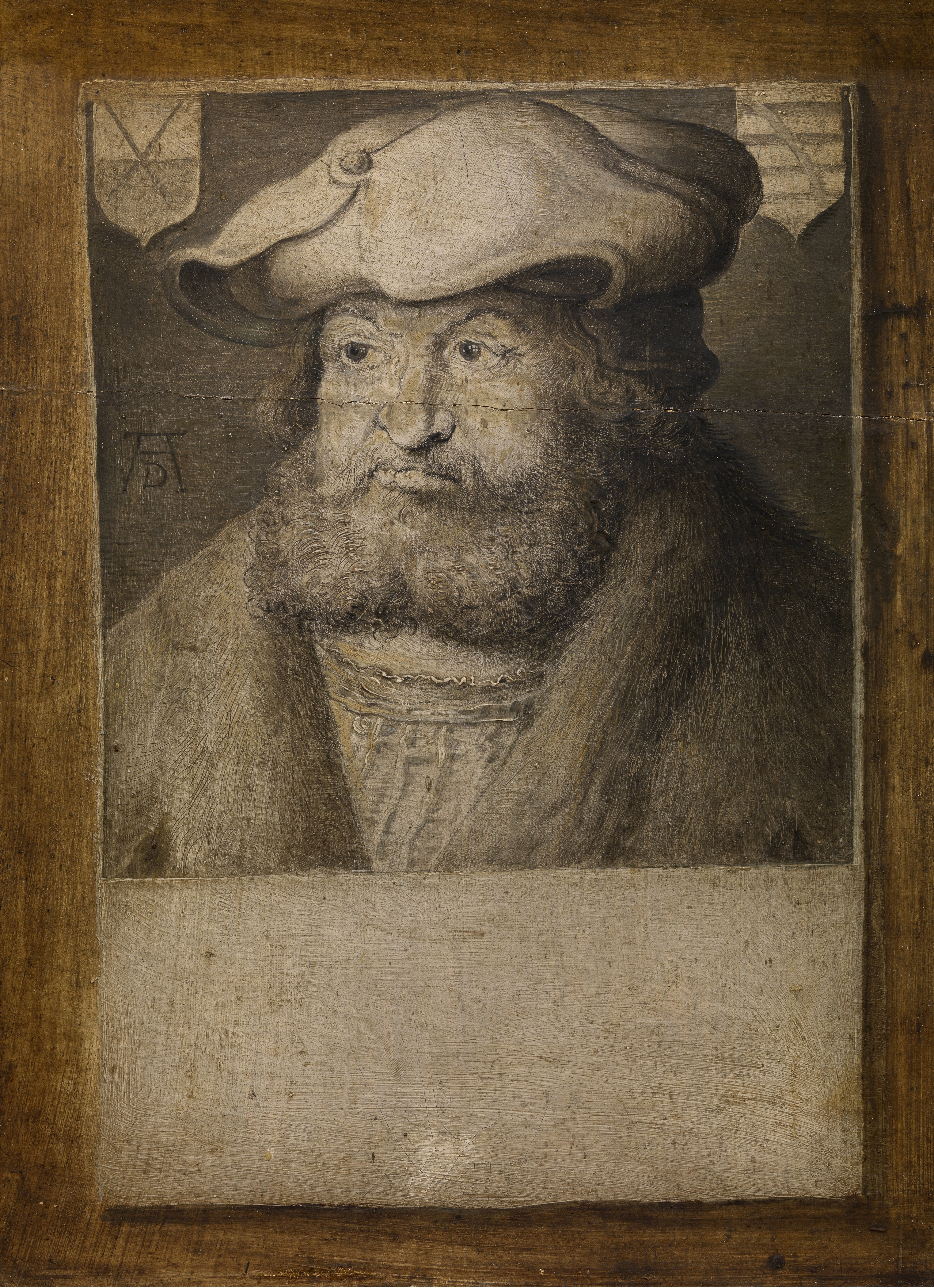
De Saksische Keurvorst Frederic III door Albrecht Dürer

- Biografisch Portaal: 24197375
- Gemeinsame Normdatei: 116568275
- International Standard Name Identifier: 0000 0001 2209 531X
- Nationale Bibliotheek van Tsjechië: jo20201078156
- Parlement.com: vg09llz4rlwe
- RKD-Nederlands Instituut voor Kunstgeschiedenis: 441259
- Union List of Artist Names: 500317360
- Virtual International Authority File: 25357183
- WorldCat: E39PBJmpdkybQbGTjjb7g6cMfq